# Willow Springs (Illinois)
Willow Springs és una població dels Estats Units a l'estat d'Illinois. Segons el cens del 2000 tenia 5.027 habitants.

## Demografia
Segons el cens del 2000, Willow Springs tenia 5.027 habitants, 1.948 habitatges, i 1.381 famílies. La densitat de població era de 501,5 habitants/km².
Dels 1.948 habitatges en un 29,5% hi vivien nens de menys de 18 anys, en un 59,6% hi vivien parelles casades, en un 7,4% dones solteres, i en un 29,1% no eren unitats familiars. En el 24,8% dels habitatges hi vivien persones soles el 6,6% de les quals corresponia a persones de 65 anys o més que vivien soles. El nombre mitjà de persones vivint en cada habitatge era de 2,58 i el nombre mitjà de persones que vivien en cada família era de 3,12.
Per edats la població es repartia de la següent manera: un 22,5% tenia menys de 18 anys, un 6,9% entre 18 i 24, un 29% entre 25 i 44, un 30,8% de 45 a 60 i un 10,8% 65 anys o més.
L'edat mediana era de 41 anys. Per cada 100 dones de 18 o més anys hi havia 99,7 homes.
La renda mediana per habitatge era de 58.322 $ i la renda mediana per família de 66.886 $. Els homes tenien una renda mediana de 48.776 $ mentre que les dones 35.466 $. La renda per capita de la població era de 30.394 $. Aproximadament el 5,9% de les famílies i el 6,2% de la població estaven per davall del llindar de pobresa.

## Poblacions properes
El següent diagrama mostra les poblacions més properes.